# Tyska
Tyska (tyska: deutsche Sprache, Deutsch) är ett germanskt språk, talat av omkring 120–150 miljoner människor (varav cirka 95 miljoner har det som modersmål). Detta gör språket till Europas största eller näst största språk (efter ryska) och det germanska språk som har näst flest talare i världen, efter engelskan. Tyskan är världens tolfte största språk.
Tyskan har ett stort antal dialekter, till exempel bayerska, kölsch och westfaliska, vilka brukar delas in i huvudgrupperna högtyska och lågtyska. Till skillnad från många andra germanska språk har tyskan bevarat mycket av den urgermanska grammatiken. Ett exempel på detta är rika kasusböjningar, men språket har i andra avseenden förändrat sig mer från urgermanskan än många andra språk, bland annat genom en ljudskridning där /p/ blivit /f/ (svenska skepp, engelska ship, tyska Schiff), /t/ blivit /s/ eller z (svenska tid, engelska tide och tyska Zeit och svenska äta, engelska eat och tyska essen) och /k/ blivit ch (svenska språk, engelska speak, tyska Sprache).

## Etymologi
Ordet tyska kommer av fornnordiska þýdisker (kognat med tyska Deutsch ('tysk')) av forngermanska thioda, som betyder 'folk' och betecknade alla germanska stammar i centrala Europa, till skillnad från de latinska folken, jmf. poetiska Svitjod, isländska Svíþjóð ('Sverige'), runsvenska sveþiuþ ('svea-folk').

## Ordförråd

### Arvord och lånord
Arvorden härstammar från indoeuropeiska eller germanska språk. Till arvorden hör ord som zwei, Zaun, hundert, Liebe, Zahn och Vieh. Exempel på lånord från latin är Fenster, Wein, Straße, Ziegel och Rettich, medan Pfaffe och Kirche är tidiga lånord av grekiskt ursprung. Senare lånord av grekiskt ursprung är Biologie, Theologie, Mathematik och Arithmetik. Sena lånord av italienskt ursprung är Bank, Bilanz och Melone. Från franska härstammar bl.a. Garderobe, Toilette och galant.
De flesta lån- och arvorden i det tyska språket är av indoeuropeiskt ursprung. Exempelvis orden Bruch och Fraktur går tillbaka på samma indoeuropeiska ord. Medan Bruch är ett indoeuropeiskt arvord, härstammar Fraktur (liksom Fraktion och Fragment) från latin. På samma sätt förhåller det sig med arvordet Joch och lånordet Yoga (från sanskrit).

## Grammatik

### Kasus
Tyska språket utmärker sig genom att det finns fyra olika kasus; dessa är nominativ, genitiv, dativ och ackusativ. Adjektiv, pronomen, vissa former av substantivet och substantivets artikel kasusböjs.

### Genus
Det tyska språket har tre genus: maskulinum, femininum och neutrum. Adjektiv, pronomen och substantivets artikel böjs efter huvudordets genus.

### Verb
På tyska skiljer man mellan böjning av svaga verb, starka verb och oregelbundna verb. Verben kongruensböjs efter person och numerus (subjekt–predikat-kongruens) även om verbens böjning är samma i första och tredje person pluralis.

### Tempus
Det tyska språket har sex tempus: presens, preteritum (eller imperfekt), perfekt, pluskvamperfekt, futurum I och futurum II. Preteritum och perfekt uttrycker i de flesta fall ingen betydelsemässig skillnad. Vid vissa verb (de så kallade durativa verben) är tempusbruket dock betydelseskiljande, och tempusanvändningen är dessutom generellt olika i talat och skrivet språk (större förekomst av perfekt- resp. preteritumformer).

### Adjektiv
När ett adjektiv står före substantivet (attributivt) böjs det efter kasus, numerus och genus. När adjektivet står senare i satsen (predikativt) lämnas adjektivet helt oböjt. Detta gör att tyska språket saknar markör för att visa på skillnaden mellan predikativa adjektiv och adverb.

### Substantiv
Substantiv böjs i det tyska språket efter kasus och numerus. Varje substantivs första bokstav skall alltid vara versal.
Substantivets genus kan generellt sett inte utläsas utifrån substantivet självt, utan måste läras in för en person som vill lära sig det tyska språket. Det finns några grupper med ord med vissa ändelser som tillhör specifika genus (exempel: ord med chen-ändelse är alltid neutrala). Det finns även ändelser som indikerar att substantivet oftast tillhör ett specifikt genus (exempel: ord med e-ändelse är oftast feminina). Substantiv som betecknar maskulina eller feminina levande varelser är också oftast maskulina respektive feminina. Substantiverade verbinfinitiver är alltid neutrala.
De tyska substantivens pluralformer är oregelbundna och måste läras in ord för ord. Substantivets pluralform består oftast av ett suffix. Substantivets slutbokstav indikerar vilken pluraländelse som kan tänkas vara trolig, men några generella regler finns inte. Det förekommer också att ordets stam förändras, och när en sådan stamförändring sker är det särskilt vanligt att A ändras till Ä, O ändras till Ö eller U ändras till Ü, så kallat omljud (Umlaut) – jämför med svenskans land/länder eller bok/böcker.
Tyska substantiv kan i likhet med de svenska kombineras till nya genom sammansättning. Likt förhållandet i det svenska språket finns det ingen generell regel för hur många substantiv som på detta sätt kan sammanfogas vid bildandet av ett nytt. Generellt kan sägas att det i tyskan förekommer fler långa sammansättningar.

### Artiklar
Tyska språket har två artiklar: bestämd artikel (der, das, die) och obestämd artikel (ein, eine). Dessutom kan substantivet stå utan artikel. Artiklarna böjs efter substantivets genus, numerus och kasus.

### Pronomen
Pronomina böjs efter kasus, numerus och genus.

#### Relativa pronomina
Relativa pronomina kasusböjs i enlighet med deras roll i relativsatsen. Däremot rättar sig genus- och numerustillhörighet efter korrelatet (det ord som relativpronomenet syftar på).

#### Personliga pronomina
Som artighetsform används tredje person pluralis till skillnad från andra person pluralis i svenska språket. En skillnad mellan artighetsformen i tredje person pluralis och den vanliga formen av tredje person pluralis görs däremot i skrift, då artighetsformen skrivs med versal begynnelsebokstav (Sie kontra sie). Artighetsformen används mycket flitigare än i svenskan och bör alltid användas vid tilltal av äldre eller okända personer för att man inte ska uppfattas som oartig eller plumpt överfamiljär.
Precis som i svenskan beror tredje person singularis på genus. I tabellen ovan anges maskulinum, femininum och neutrum.

### Prepositioner
Tyskans prepositioner styr olika kasus. Lejonparten av prepositionerna kan delas in i tre grupper efter de kasus som de styr: dativ, ackusativ samt ömsom dativ, ömsom ackusativ beroende på befintlighet respektive rörelse. Beträffande den senare gruppen används ofta minnesregeln RiA och BeDa: RiA står för riktning och ackusativ och BeDa för befintlighet och dativ. Dessa prepositioner styr i regel ackusativ när de kombineras med verb som betecknar rörelse (ich hänge das Bild an die Wand 'jag hänger upp tavlan på väggen'), medan de styr dativ när de betecknar befintlighet (das Bild hängt an der Wand 'bilden hänger på väggen'). Detta förhållande gäller endast för adverbial; för prepositionsobjekt gäller andra regler.
Det finns även prepositioner som styr genitiv.

### Ordföljd
I en huvudsats står det personböjda verbet i regel på position två. Men i en bisats sätts det personböjda verbet vanligen i slutet av satsen. Detta i kombination med andra ordföljdsregler leder till en för tyska språket karaktäristisk verbuppräkning i slutet av bisatsen..
I tyska språket sätts komma mellan en menings alla ingående satser och utvidgade infinitivgrupper (infinitiv som innehåller fler element än ett verb). I tyskt skriftspråk används ofta en meningslängd som vida överstiger vad man kan hitta i motsvarande svensk text. Bisatser som relativsatser och att-satser adderas till varandra och kan bilda en för den moderne svensken ovan struktur.

## Uttal
I stort sett uttalas tyska språket på ett snarlikt sätt som svenska språket. Det finns dock viktiga undantag. Några ljud i tyskan, som till exempel ach-ljud och låga y-ljud, samt även pf (uttalat som pf) och z (uttalat som ts) i början på ord, har inte motsvarande uttal i svenska.
Det tyska sättet att betona orden skiljer sig däremot en del från det svenska språkets.

### Vokaler
Källa:
Observera att ä, ö och ü vanligtvis inte räknas som enskilda bokstäver i tyskan, utan anses vara omljud och sorteras som a, o eller u i ordböcker och i listan ovan. ß sorteras som ss.
Ett h som står efter en vokal betyder att vokalen ska uttalas lång, till exempel ordet Zahl uttalas med ett långt a, jämför med det svenska ordet tal. I bl.a. Österrike och Bayern blir betonandet av "a" betydligt dovare än i svenskan, och är mer o-likt, till exempel uttalas frasen "Guten Tag" //gΩten toκ// (notera det grövre o:et).

### Diftonger
Det tyska språket har tre diftonger.
Källa:

### Konsonanter
Det tyska konsonantsystemet består av 25 fonem.
Övriga bokstäver
Särskilda bokstavskombinationer
Källa:

## Stavning och skrivregler
Tyska skrivs med det latinska alfabetet med tilläggstecknen ä, ö, ü och ß. Dessa räknas som ae, oe, ue respektive ss i bokstavsordningen. Stavningen är relativt oregelbunden, bland annat till följd av starkt folkligt motstånd mot stavningsreformer. Bland annat 1996 års stavningsreform gav upphov till ett stort motstånd, främst på grund av ekonomiska skäl och att folk ansåg att det skulle bli förvirrande med ny stavning.

## Varianter och dialektuppdelning
Det tyska standardspråket har inte någon strikt regional anknytning, liknande Paris för franskan. Standardspråket (den "dialektfria" tyskan, högtyskan) kommer i stället från en utjämning av ett antal olika stavningsvarianter från 1500-, 1600- och 1700-talen. Normen för uttalet brukar regionalt bestämmas till Hannover, men detta är omstritt. De flesta med tyska som modersmål kan obehindrat prata standardspråket och gör så ofta i formella sammanhang, medan man bland vänner och familj antingen pratar standardtyska eller en regional dialekt, beroende på vilket som är ens modersmål. Speciellt i södra delen av det tyska språkområdet (södra Tyskland, Schweiz, Österrike) skiljer sig dialekterna avsevärt från standardspråket och en stor del av befolkningen (inklusive alla i det tysktalande Schweiz) talar dialekt som modersmål.
Lågtyska eller plattyska brukar, på grund av historia, släktskap, ordförråd och uttal, bland lingvister räknas som en annan undergrupp till västgermanska språk, tillsammans med nederländska.
- jiddisch
- lågtyska
- schweizertyska

## Utbredning

### Länder där tyska är huvudspråket
- Tyskland (75 300 000[13])
- Liechtenstein (29 000[14])
- Österrike (7 500 000[15])

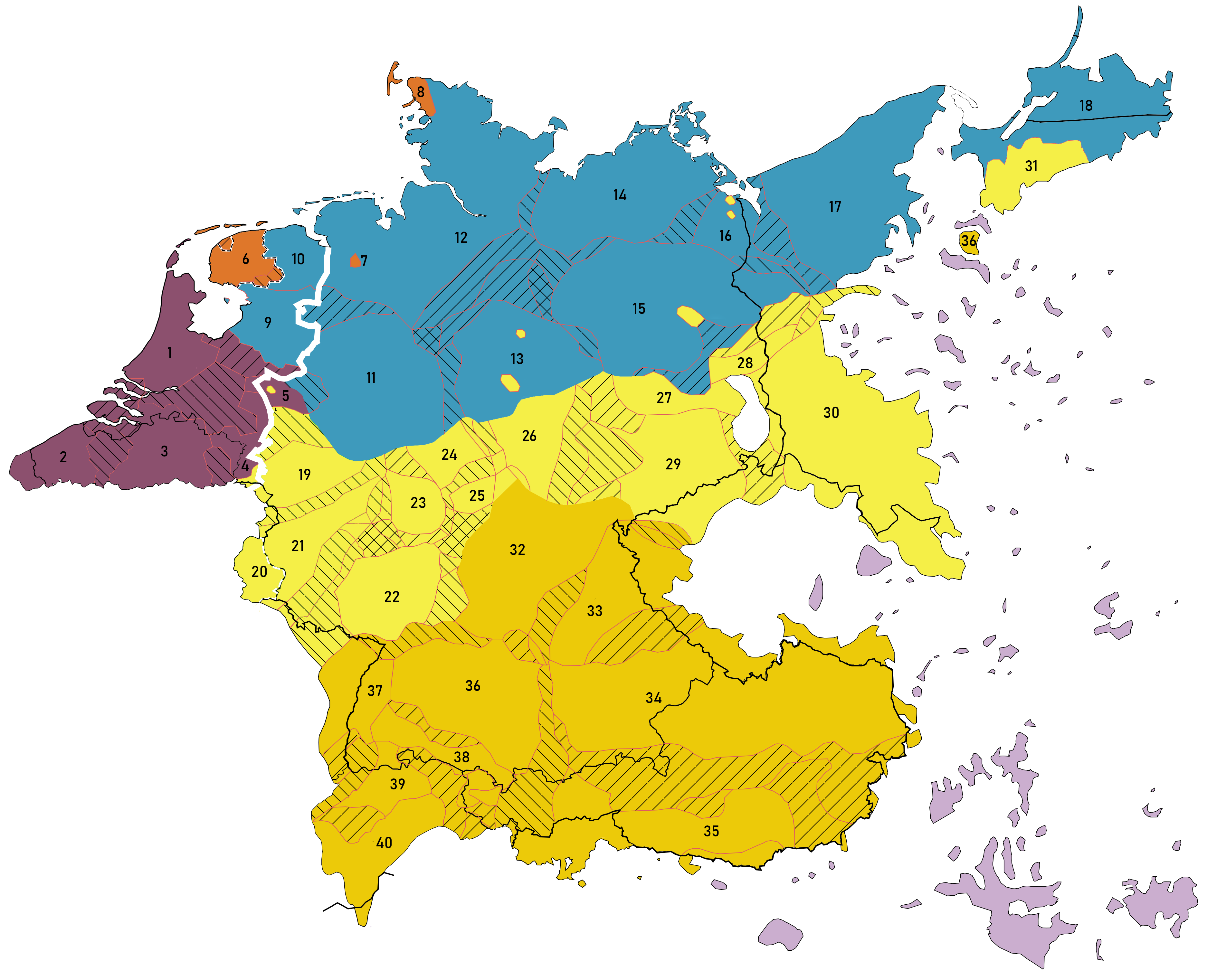
De västgermanska dialekternas utbredning i Centraleuropa, 31 december 1937

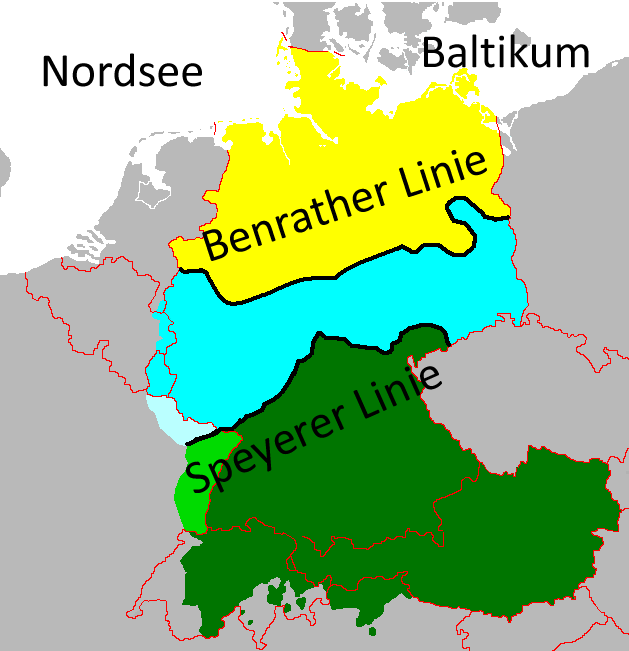
De tyska dialekternas utbredning i Centraleuropa, idag

- Schweiz (tillsammans med franska, italienska och rätoromanska; 4 640 000[16])

### Andra länder där tyska är ett officiellt språk
(officiellt språk betyder att lagarna publiceras på tyska, invånare har rätt att kommunicera med myndigheterna på tyska, samt att ort- och gatunamn är på tyska)
- Italien (regionalt i Sydtyrolen, tillsammans med italienska; 225 000[17])
- Belgien (tillsammans med franska och nederländska; 150 000[18])
- Luxemburg (tillsammans med franska och luxemburgiska; 10 900[19])
- Danmark (i Sønderjylland som officiellt minoritetsspråk[20]; 25 900[21] men inte officiellt i hela Danmark.)

I den gamla tyska kolonin Namibia var tyska mellan 1984 och 1990 tillsammans med engelska och afrikaans ett officiellt språk; det är dock fortfarande ett officiellt språk.

### Andra länder med tyskspråkiga områden eller tyskspråkiga minoriteter
- Argentina
- Australien
- Brasilien
- Chile
- Estland
- Frankrike (Alsace)
- Kazakstan
- Lettland
- Litauen
- Mexiko
- Moldavien
- Namibia (se vidare Tyska språket i Namibia)
- Nederländerna
- Paraguay
- Polen (Pommern, Ostpreussen)
- Rumänien (Transsylvanien)
- Ryssland
- Tjeckien
- Slovakien
- Ukraina
- Ungern

### Länder med stora tyska immigrantgrupper
- USA
- Kanada
- Brasilien

### Tyska som främmande språk

Tyskkunskaperna i Europeiska unionen.

Tyska (standardtyska eller Hochdeutsch) studeras i många länder som främmande språk, främst i Europa. Majoriteten av studerande finns i Nederländerna, Skandinavien, Baltikum, Slovenien, Kroatien, Polen, Japan, Bosnien och Hercegovina, Schweiz, Serbien, Ungern, Montenegro och Nordmakedonien. Tyska är i många av dessa länder det första främmande språket i skolan. Även i före detta Sovjetunionen studeras mycket tyska. I länder som Frankrike och USA är många andra språk mer populära. Tyskt inflytande i Japan under 1800- och 1900-talet ledde till att tyska var det språk som användes i stället för latin inom den medicinska utbildningen, och tyska har också använts mycket inom den japanska rättsvetenskapen, eftersom stora delar av den japanska juridiken kopierades från tyska förebilder i slutet av 1800- och början av 1900-talet. I Sverige var tyska det första främmande språket i läroverken fram till det ersattes av engelska genom ett regeringsbeslut den 10 mars 1939, vilket var genomfört i hela Sverige den 26 augusti 1946. Det blev med införandet av enhetsskola (sedermera grundskola) 1950 frivilligt ämne från årskurs 7. Vissa skolor börjar efter 1994 redan i årskurs sex.
Det universitetsämne som ägnas åt vetenskapliga studier av det tyska språket och den tyska litteraturen (samt i icke-tysktalande länder även språkfärdighet) kallas internationellt för germanistik.

### Internets barndom
Enligt Global Reach (2004) var 6,9 procent av internetanvändarna tyskspråkiga. Enligt Netz-tipp (2002) var 7,7 procent av webbsidorna skrivna på tyska, vilket gjorde det till det näst största i den europeiska språkgruppen. De rapporterade även att 12 procent av Googles användare använde dess tyska gränssnitt.
Enligt både FUNREDES (1998) och Vilaweb (2000) var tyska det tredje populäraste språket använt av webbsidor, efter engelska och japanska.